# 건중정국
건중정국(建中靖國, 1101년)은 북송 휘종(徽宗) 조길(趙佶)의 첫번째 연호이다. 1년 가량 사용하였다.

## 개원
- 원부(元符) 3년 11월 8일[1](1099년 12월 10일)에 연호를 건중정국(建中靖國)으로 정하고, 다음 해 1월 1일[2](1101년 1월 31일)에 개원함.[3][4][5][6]

- 건중정국(建中靖國) 원년 11월 23일[7](1101년 12월 15일)에 연호를 숭녕(崇寧)으로 정하고, 다음 해 1월 1일[8](1102년 1월 21일)에 개원함.[3][9][5][6]

## 연대 대조표
| 건중정국   | 원년                           |
| 서기(西紀) | 1101년                         |
| 간지(干支) | 신사(辛巳)                     |
| 요(遼)     | 수창(壽昌) 7년 건통(乾統) 원년 |

## 동시대 연호

### 중국
요(遼)
- 수창(壽昌) (1095년 ~ 1101년)
- 건통(乾統) (1101년 ~ 1110년)

서하(西夏)
- 정관(貞觀) (1101년 ~ 1113년)

대리국(大理國)
- 명개(明開) (1097년 ~ 1103년)

### 베트남
- 롱푸응우옌호아(龍符元化) (1101년 ~ 1109년)

### 일본
- 고와(康和) (1099년 ~ 1104년)

## 같이 보기
- 중국의 연호 목록